# Ouvidor
Ouvidor is een gemeente in de Braziliaanse deelstaat Goiás. De gemeente telt 5.017 inwoners (schatting 2009).

## Aangrenzende gemeenten
De gemeente grenst aan Catalão, Davinópolis, Três Ranchos en Abadia dos Dourados (MG).